# Stazione di Langley
La stazione di Langley è una stazione situata lungo la Great Western Main Line, ubicata nel quartiere di Langley, nella borgo di Slough, nel Berkshire.

## Movimento
L'impianto è servito dai treni in servizio sulla Elizabeth Line, gestiti da Transport for London.
Prima dell'istituzione dell'Elizabeth Line, l'impianto era servito dai treni della relazione Paddington-Reading/Heathrow Terminal 4 del servizio TfL Rail, nonché da alcuni servizi operati da Great Western Railway.